# 핀란드의 행정 구역
2011년 1월 1일 기준 핀란드의 행정 구역은 다음과 같다.

## 1차
- 19개의 주지역(핀란드어: maakunta 마쿤타[*], 스웨덴어: landskap)

## 2차
- 70개의 부지역, 주 지역의 하위 구역이다. (핀란드어: seutukunta 세우투쿤타[*], 스웨덴어: ekonomisk region)

## 3차
- 320개의 지자체, 부지역의 하위 구역이다. (핀란드어: kunta 쿤타[*], 스웨덴어: kommun)

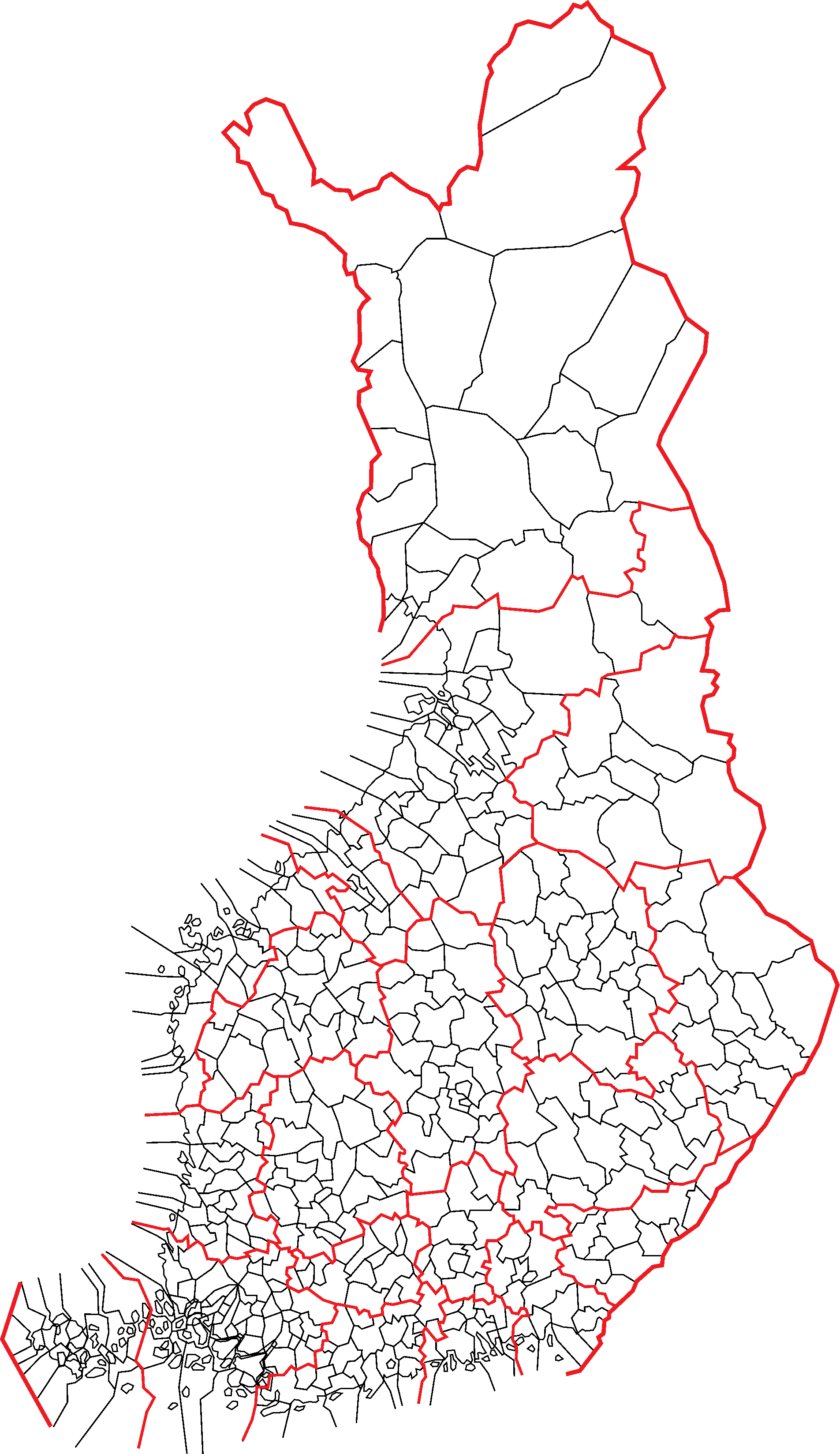
핀란드의 지역과 지자체. 검은 경계선은 지자체 경계, 붉은 경계선은 지역 경계이다.

각각 지자체는 공공 지출의 절반을 차지하며, 수입은 지방세, 국세, 기타 이익에서 나온다. 2008년 기준으로 415개의 지자체가 있었고 대부분 인구가 5,000명 이하였다. 같은 시기 덴마크의 지자체는 최소 인구가 3만명이었다. 이후 국가에서는 지자체 개혁 프로그램을 통하여 제도를 개혁하려고 하였고, 초기에 지역 이익 단체의 반발에 부딪히기도 했다.
각각 지자체는 70개의 부지역과 19개의 지역으로 묶인다. 올란드 지역은 자치의 일부로 선거에 의해서 선출되는 지역 의회가 있다. 카이누 지역에서도 비슷한 계획이 실현될 예정이다. 사미족은 자치권이 일부 부여된 라플란드 지역의 의회에서 언어 및 문화에 대한 사안을 결정할 수 있다.

## 같이 보기
- 핀란드의 지역
- 핀란드의 부지역